# (8066) Poldimeri
(8066) Poldimeri (1980 PB2) – planetoida z pasa głównego asteroid okrążająca Słońce w ciągu 5,68 lat w średniej odległości 3,18 au. Odkryta 6 sierpnia 1980 roku.